# Les Sargues
Les Sargues és un paratge en part del terme municipal de Tremp, al Pallars Jussà, dins de l'antic terme ribagorçà d'Espluga de Serra, i en part del de Sopeira, a l'Alta Ribagorça d'administració aragonesa.
Està situat a l'esquerra de la Noguera Ribagorçana, al sud-est del Molí de Sopeira, al nord del lloc on el barranc de les Sargues s'aboca en la Noguera Ribagorçana.